# Powstanie w Bahrajnie
Powstanie w Bahrajnie – seria antyrządowych protestów w Bahrajnie wywołanych przez głównie szyicką i częściowo sunnicką Bahrajńską opozycję. Główne protesty miały miejsce między 14 lutego i 18 marca 2011, a sporadyczne starcia trwały do 2014 r. Protesty były inspirowane arabską wiosną z 2011, w tym udanymi rewolucjami w Tunezji i Egipcie. Protesty w Bahrajnie eskalowały do regularnych starć, po tym jak rząd próbował stłumić powstanie z pomocą Rady Współpracy Zatoki Perskiej (GCC) i Sił Obronnych Zatoki  (Peninsula Shield Force). Protesty były długotrwałą kampanią biernego, jak i przemocowego oporu. Protesty były elementem walki o większą wolność polityczną i równe traktowanie stanowiącej 70% populacji szyickiej ludności.
Po śmiertelnym nocnym ataku 17 lutego 2011 na protestujących na Placu Perłowym w stolicy Manama, znanym jako Krwawy Czwartek, pojawiły się hasła domagające się odsunięcia od władzy króla Hamad ibn Isa Al Chalifa. Protestujący na wiele dni zajęli Plac Perłowy, który stał się centrum protestów. Po około miesiącu rząd Bahrajnu poprosił o pomoc militarną Radę Współpracy Zatoki. 14 marca 1000 żołnierzy Arabii Saudyjskiej i 500 żołnierzy ZEA ze wsparciem morskim Kuwejtu wylądowały w Bahrajnie i stłumiły powstanie. Następnego dnia król Hamad ogłosił 3-miesięczny stan wojenny. Rondo Perłowe zostało oczyszczone z protestujących, a ikoniczna statua w centrum zburzona.
Od stłumienia powstania zdarzały się sporadyczne demonstracje. Gdy stan wojenny został zniesiony 1 czerwca 2011, opozycyjna partia al-Wifak zorganizowała serię tygodniowych protestów z frekwencją zazwyczaj rzędu dziesiątek tysięcy. W proteście 9 marca 2012 uczestniczyło 100 000, a 31 sierpnia 2012 kilkadziesiąt tysięcy. Mniejszej skali starcia i protesty trwały nadal, głównie poza biznesowymi dzielnicami Manamy. Do kwietnia 2012, ponad 80 ludzi zmarło. Odpowiedź policji została opisana jako "brutalne" rozpędzenie "pokojowych i nieuzbrojonych" protestujących. Policja dokonywała nocnych najazdów na domy w szyickich dzielnicach, pobić na posterunkach i odmawiała pomocy medycznej w kampanii zastraszenia. Ponad 2929 ludzi zostało aresztowanych i co najmniej 5 zginęło od tortur w policyjnych śledztwach.
14 czerwca 2013 rozpoczęły się 3-dniowe protesty znane jako Bahrain Tamarod.

## Przebieg
Jeszcze przed protestami, 11 lutego, król Bahrajnu zapowiedział przekazanie każdej rodzinie 2,6 tysiąca dolarów, z okazji 10-lecia konstytucji, co jest uważane za próbę kupienia spokoju społecznego. Ponadto uchwalono wyższe wydatki socjalne i zapowiedziano amnestię dla opozycjonistów.
W pierwszym dniu protestów, czyli 14 lutego, siły bezpieczeństwa usiłowały zagrodzić demonstrantom wstęp na Plac Perłowy, główny plac miasta Manama. Dzień później miała natomiast miejsce wielotysięczna demonstracja, której policja nie blokowała drogi. Tego samego dnia opozycyjna partia al-Wifak zawiesiła członkostwo w parlamencie w proteście przeciwko działaniom policji, które spowodowały śmierć dwóch osób.
17 lutego w wyniku ataku policji oraz sił bezpieczeństwa na demonstrantów zgromadzonych na Placu Perłowym w Manamie zginęło pięć osób, a rannych zostało 231 osób. Zaatakowani zostali także lekarze obecni na miejscu. Pojazdy opancerzone zajęły centrum stolicy Bahrajnu, Manamy. W kraju wprowadzono stan wyjątkowy. W odpowiedzi na atak policji, opozycja wycofała 18 posłów z 40-osobowej Izby Reprezentantów, wzywając rząd do dymisji.
Szejk Issa Qassem, jeden z najważniejszych szyickich duchownych w Bahrajnie, powiedział 18 lutego, że policja dokonała masakry na demonstrantach. Tego dnia żołnierze otworzyli ogień do demonstrantów. Co najmniej jedna osoba zginęła, a 120 zostało rannych. W Manamie rozmieszczono czołgi i wozy pancerne, a w powietrzu latały helikoptery. Plac Perłowy w Manamie, na którym doszło do walk został otoczony zasiekami z drutu kolczastego. 18 posłów opozycyjnej partii Al-Wifak zrezygnowało z mandatu w parlamencie. Demonstranci zażądali wprowadzenia monarchii konstytucyjnej i zaprzestania dyskryminacji szyitów.
19 lutego szyickie ugrupowanie opozycyjne Al-Wifak, odrzuciło ofertę pokojowego dialogu, żądając najpierw wycofania wojska do koszar. Następca tronu, Salman ibn Hamad Al-Chalifa, wydał rankiem armii rozkaz wycofania się z miasta. Gdy demonstranci zaczęli się gromadzić na Placu Perłowym w Manamie, zostali rozpędzeni przez policję gazem łzawiącym, ostatecznie jednak zdołali oni opanować plac.
20 lutego armia wycofała się, a Plac Perłowy w Manamie zajęli demonstranci.
21 lutego protest kontynuowało 10 tys. osób. Ponadto ogłoszono strajk nauczycieli, który doprowadził do zamknięcia wielu szkół. Z powodu zamieszek odwołano Grand Prix Formuły 1, zaplanowanego na 13 marca. Wyścig w Bahrajnie miał inaugurować sezon.
22 lutego na Placu Perłowym w Manamie odbyła się ponad 100-tysięczna demonstracja. Król wydał dekret o uwolnieniu więźniów, aresztowanych podczas protestów.
23 lutego władze zaczęły uwalniać więźniów politycznych.
25 lutego w Manamie dziesiątki tysięcy ludzi demonstrowały przeciwko władzom. Siły porządkowe nie interweniowały. Tego dnia w Bahrajnie obowiązywała żałoba narodowa.
26 lutego rząd zdymisjonował czterech ministrów. Teki oddali minister zdrowia Faisal Al-Hamar, minister spraw wewnętrznych Sheikh Ebrahim Al-Khalifa, doradca króla Sheikh Ahmed Al-Khalifa i minister elektryczności i wody Fahmi Al-Jowder. Do Bahrajnu wrócił lider szyickiej opozycji bahrańskiej Hasan Muszaima. Zażądał od króla przeprowadzenia reform. Wielotysięczna demonstracja domagała się ustąpienia króla. Następnie ludzie przeszli przed siedzibę premiera, domagając się ustąpienia rządu.
27 lutego tysiące demonstrantów przemaszerowało pod Ministerstwem Sprawiedliwości, żądając uwolnienia więźniów politycznych. 18 parlamentarzystów opozycyjnej partii Al Wefaq złożyło dymisje w proteście przeciwko śmierci demonstrantów podczas protestów.
28 lutego demonstranci zablokowali wejście do budynku parlamentu w Manamie. Uniemożliwiło to przeprowadzenie obrad 40-osobowej Rady Konsultacyjnej.
3 marca doszło do starcia młodych sunnitów z szyitami w Madinat Hamad. Był to pierwszy przypadek przemocy między demonstrantami o podłożu religijnym. 4 marca tysiące demonstrantów zablokowało kwaterę państwowej telewizji. Posłowie sześciu opozycyjnych partii złożyli swoje mandaty parlamentarne.
14 marca do Bahrajnu wkroczyły oddziały armii saudyjskiej działających w ramach wspólnych sił Rady Współpracy w Zatoce Perskiej. Władze Arabii Saudyjskiej wydały oświadczenie, w którym stwierdziły, iż „szkoda wyrządzona jednemu z członków Rady jest uważana za szkodę wyrządzoną wszystkim”. Ponadto wysłanie oddziałów wojskowych zapowiedziały Zjednoczone Emiraty Arabskie. Zdaniem opozycji, wkroczenie obcych wojsk to wypowiedzenie wojny i okupacja. 15 marca rzecznik irańskiego ministerstwa spraw wewnętrznych Ramin Mehmanparast powiedział, że obecność zagranicznych wojsk w Bahrajnie jest nie do zaakceptowania. Król wprowadził na trzy miesiące stan wyjątkowy.
16 marca policja i wojsko podjęły szturm na tysiące demonstrantów znajdujących się na Placu Perłowym w Manamie, w wyniku czego wyparto ich stamtąd. Użyto gazu łzawiącego, padły strzały. Zginęło co najmniej pięciu demonstrantów i dwóch policjantów, a setki zostały rannych. Po wyparciu tysięcy ludzi, policja zaczęła usuwać barykady ustawione przez opozycję na głównych drogach prowadzących do finansowej dzielnicy Manamy. Manifestanci uciekli na przedmieścia oraz do sąsiednich miejscowości. Interwencję potępił szyicki Iran, który rywalizuje z Arabią Saudyjską o wpływy w Bahrajnie. Arabia Saudyjska wzięła udział w tłumieniu demonstracji bojąc się o możliwość rozprzestrzenienia się demonstracji szyickich na swoją zdominowaną przez tę grupę religijną i bogatą w ropę naftową prowincję Asz-Szarkija przy granicy z Bahrajnem.
1 czerwca zniesiono stan wyjątkowy. Z Manamy wycofano już czołgi i żołnierzy, lecz władze zapowiedziały, że nie będą tolerować antyrządowych protestów. 3 czerwca na Placu Perłowym w stolicy doszło do demonstracji stłumionych przez policję za pomocą gazu łzawiącego i gumowych kul.
2 lipca rozpoczął się dialog narodowy między władzami a grupami opozycyjnymi, w tym największą partią szyicką al-Wefaq. Tego samego dnia rozpędzono kilkusetosobową manifestację w stolicy kraju Manamie.
3 października Sąd Wojskowy skazał w trzech różnych procesach 36 osób na kary od 15 do 25 lat więzienia za udział w demonstracjach. Większość wyroków umotywowano próbą zabójstwa wojskowych i udział w nielegalnych demonstracjach i powszechnymi aktami wandalizmu.

## Reakcje międzynarodowe
- Polska – w związku z niespokojną sytuacją w Bahrajnie, polskie MSZ 21 lutego zaleciło powstrzymanie się od podróży do tego kraju[55].
- Unia Europejska – Wysoki przedstawiciel Unii do spraw zagranicznych i polityki bezpieczeństwa Catherine Ashton wyraziła swoje zaniepokojenie sytuacją w tym państwie, wzywając równocześnie do dialogu i powstrzymania przemocy[56].

## Galeria

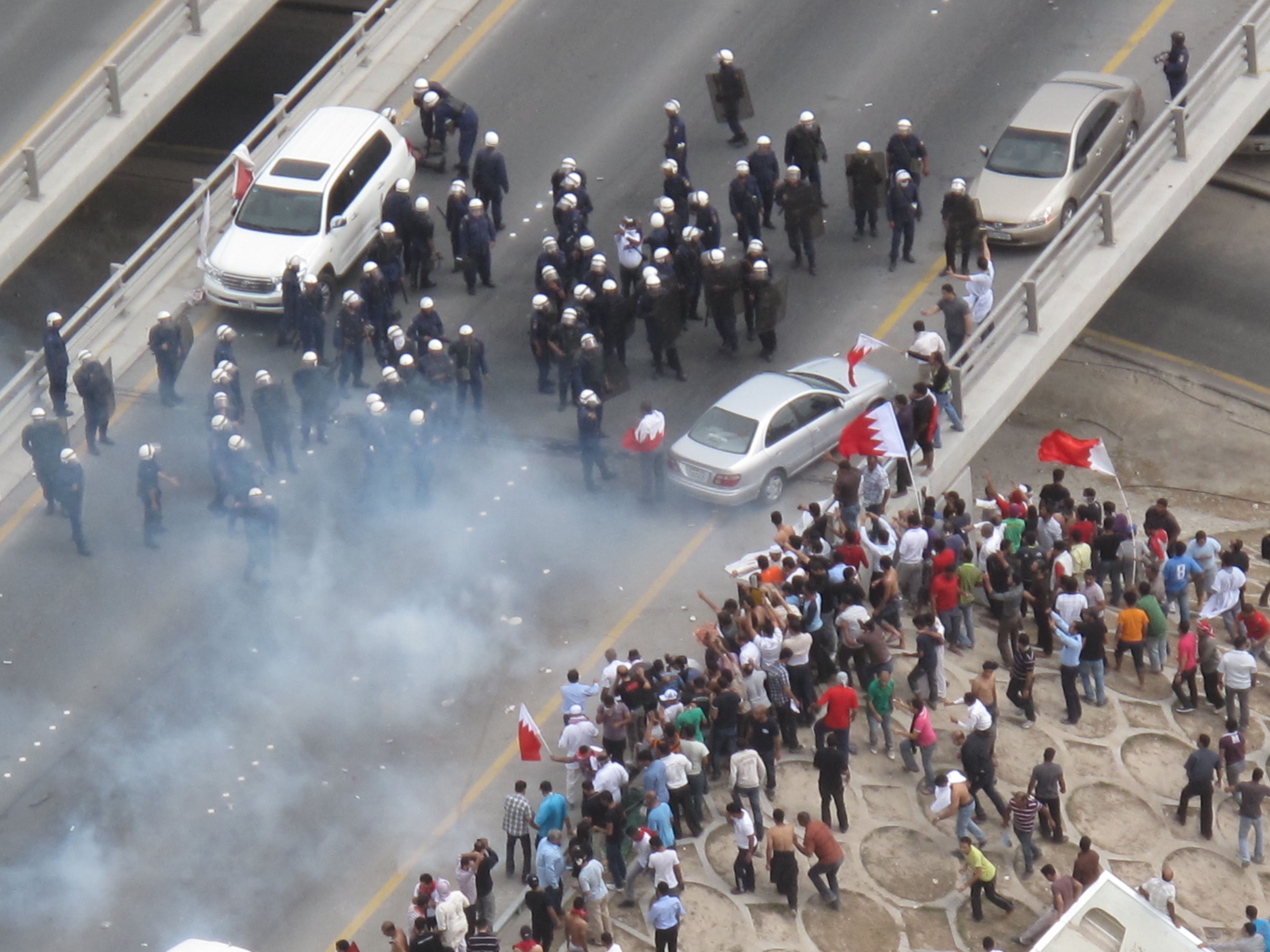
Starcia protestujących z policją
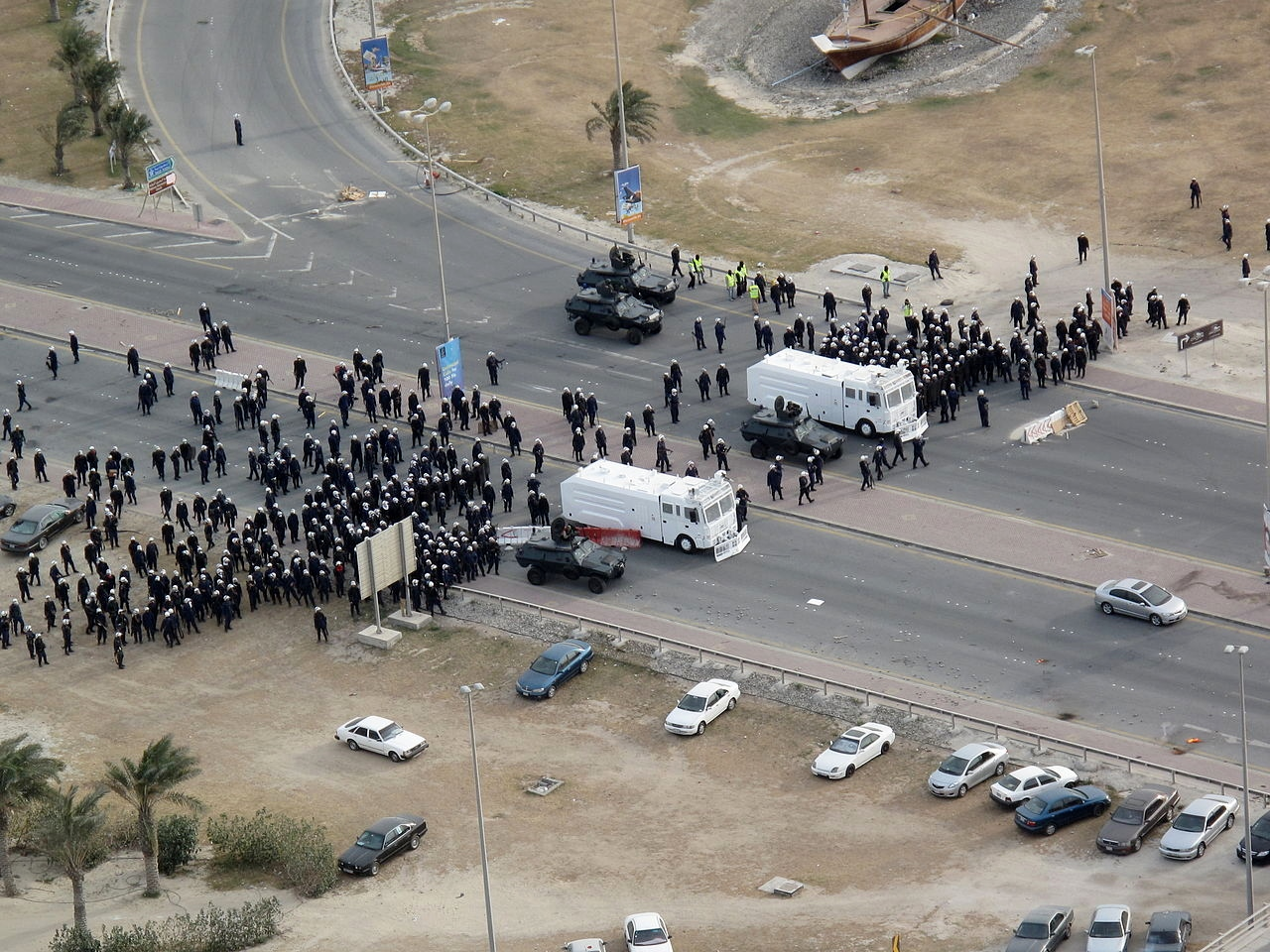
Policja wspierana przez pojazdy opancerzone
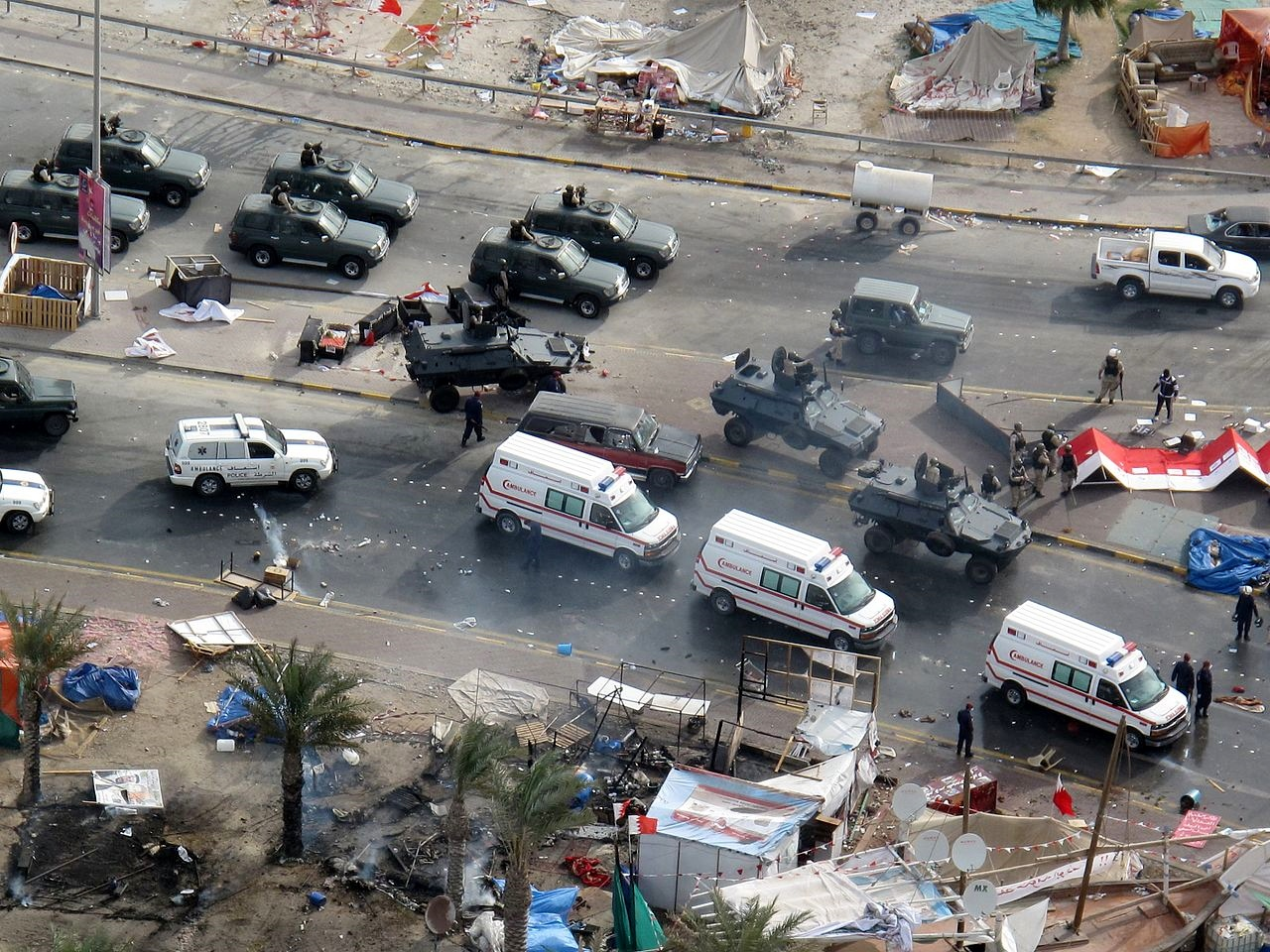
Oddziały policji i wojska wraz z ambulansami oraz pojazdami opancerzonymi
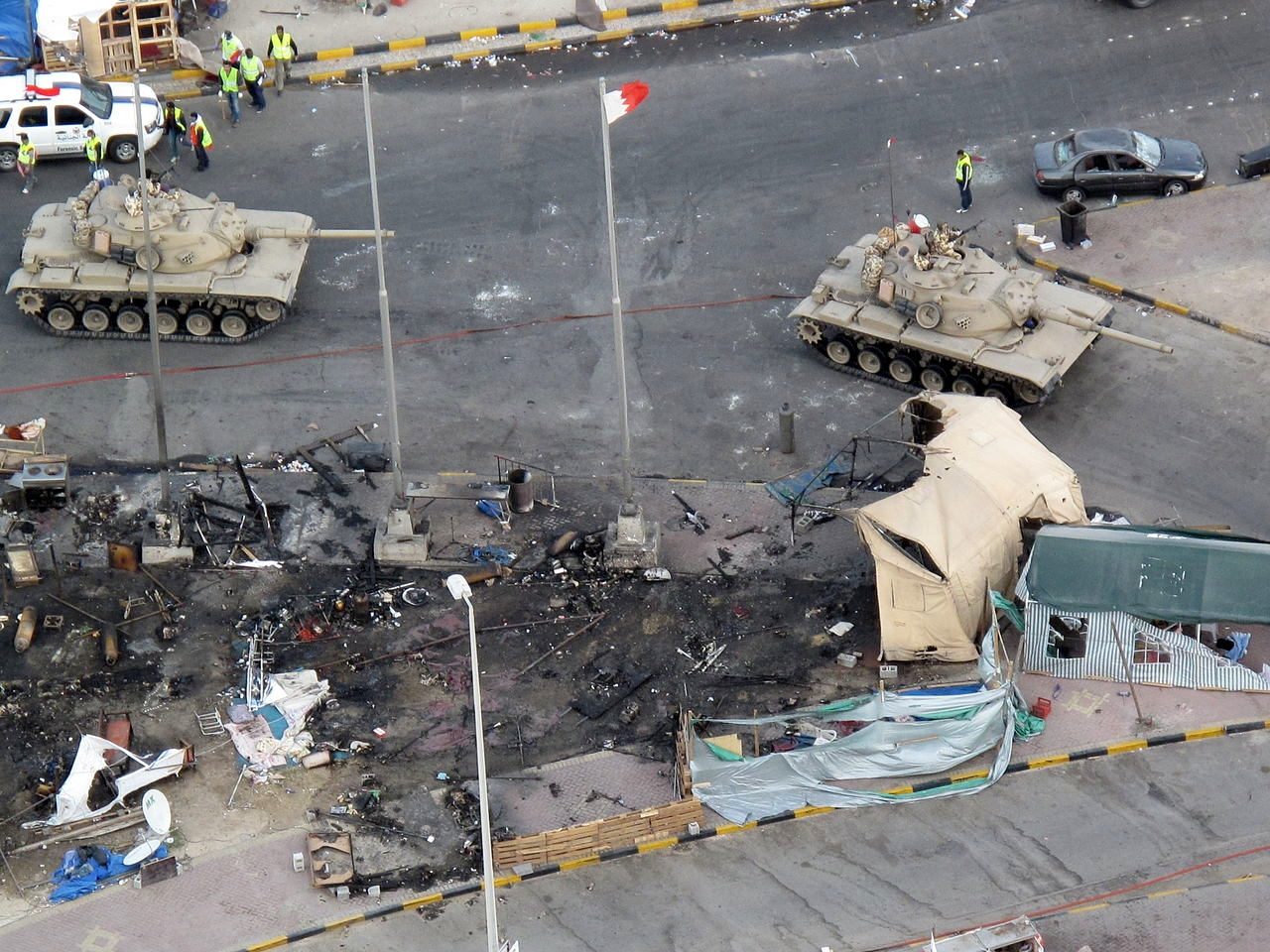
Czołgi w drodze na Plac Perłowy
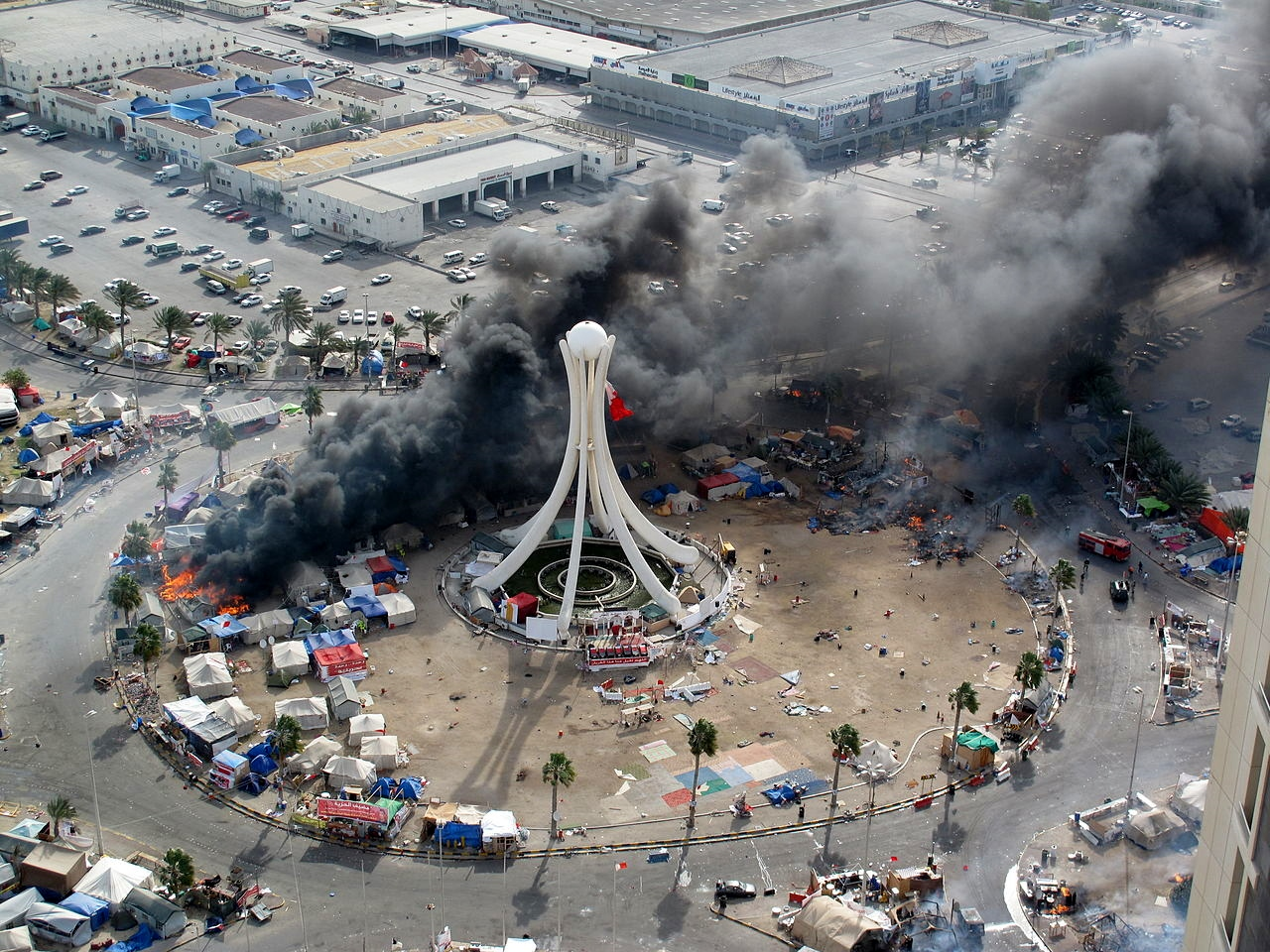
Plac perłowy podczas protestów
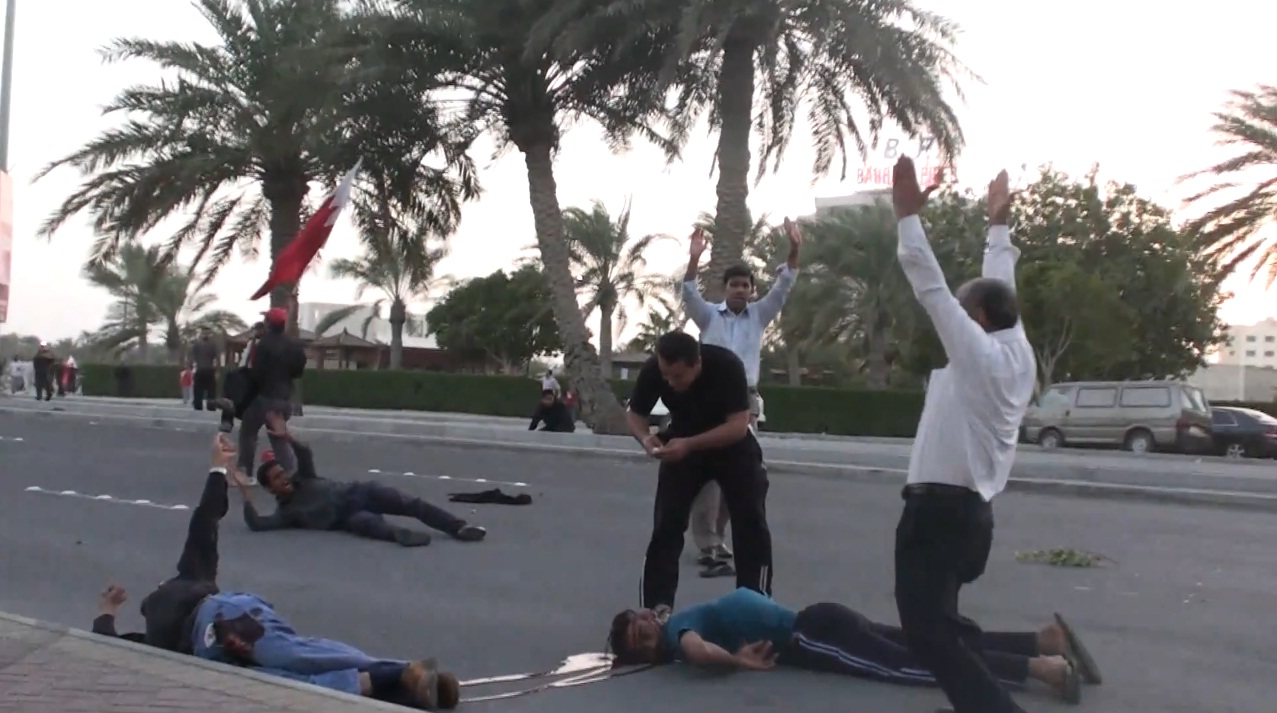
Protestujący zastrzeleni przez bahrajńskie wojsko